# Christian Frei
Christian Frei (ur. 16 września 1959 w Schönenwerd) – szwajcarski reżyser, scenarzysta, montażysta i producent filmowy. Wielokrotnie nagradzany twórca autorskich filmów dokumentalnych.
Jego najsłynniejszy dokument, Fotograf wojenny (2001), poświęcony był sylwetce Jamesa Nachtweya i był nominowany do Oscara za najlepszy pełnometrażowy film dokumentalny. Za Kosmicznych turystów (2009) Frei otrzymał nagrodę za najlepszą reżyserię na Sundance Film Festival.
Inne filmy reżysera to m.in. Wielki Budda (2005), Bezsenność w Nowym Jorku (2014) i Genesis 2.0 (2018). Od sierpnia 2010 Frei jest przewodniczącym Szwajcarskiej Akademii Filmowej, przyznającej najważniejsze w Szwajcarii krajowe nagrody filmowe.